# Liste der Kellergassen in Hochleithen
Die Liste der Kellergassen in Hochleithen führt die Kellergassen in der niederösterreichischen Gemeinde Hochleithen an.
| Foto |                 | Kellergasse                                              | Standort                                               | Beschreibung |
| ---- | --------------- | -------------------------------------------------------- | ------------------------------------------------------ | --- |
| ja   | Datei hochladen | Im Oberen Kreuth                                         | KG: Bogenneusiedl Standort                             | Die beidseitige Einzelkellergasse liegt in einem Graben am westlichen Ortsrand. Auf 350 Metern Länge befinden sich 60 Gebäude in unterschiedlichen Bauformen. Die älteste Datierung ist von 1845. |
| BW   | Datei hochladen | Hintaus                                                  | KG: Traunfeld Standort                                 | Die einseitige Einzelkellergasse liegt in Hanglage im südwestlichen Hintaus. Schmidbaur zählte auf 150 Metern Länge 14 Keller, mehrheitlich in Schildmauerform und erneuerungsbedürftig. Die älteste Datierung ist von 1912. Mittlerweile sind in diesem Bereich einige neue Wohnhäuser errichtet worden. |
| BW   | Datei hochladen | Kellergasse                                              | KG: Traunfeld Standort                                 | Die beidseitige Einzelkellergasse liegt in Hanglage am nordwestlichen Ortsrand. Auf 150 Metern Länge befinden sich 22 Gebäude in unterschiedlichen Bauformen, davon drei Um- oder Neubauten mit Wohnnutzung. Die älteste Datierung ist von 1911. Anmerkung: Schmidbaur bezeichnet die Kellergasse als „einseitig“. |
| BW   | Datei hochladen | Lindenberg (Lenaberg)                                    | KG: Traunfeld Standort                                 | Die beidseitige Einzelkellergasse liegt in einem Graben, ursprünglich am südöstlichen Ortsrand, heute von neuerem Siedlungsgebiet umgeben. Auf 150 Metern Länge befinden sich 18 Gebäude in unterschiedlichen Bauformen, davon drei Um- oder Neubauten mit Wohnnutzung. Die älteste Datierung ist von 1946. |
| ja   | Datei hochladen | Grasingerweg                                             | KG: Traunfeld, Wolfpassing an der Hochleithen Standort | Die beidseitige Kellergasse liegt südwestlich außerhalb von Wolfpassing großteils in einem Hohlweg, der die Grenze zwischen den Katastralgemeinden Traunfeld und Wolfpassing bildet; einige Keller befinden sich östlich neben dem Beginn des Hohlwegs. Insgesamt befinden sich auf 330 Metern Länge 71 Keller, mehrheitlich in Schildmauerform. Etwa zwei Drittel der Keller sind erneuerungsbedürftig oder verfallen. Die älteste Datierung ist von 1830. |
| BW   | Datei hochladen | Obere Kellergasse und Untere Kellergasse (Kellergasse I) | KG: Wolfpassing an der Hochleithen Standort            | Das überwiegend einseitige Kellergassensystem liegt an einer Geländekante im westlichen Hintaus. Auf 1000 Metern Länge befinden sich 108 Gebäude, davon vier Um- oder Neubauten, in unterschiedlichen Bauformen. Etwa die Hälfte der Keller ist erneuerungsbedürftig. Die älteste Datierung ist von 1829. |
| BW   | Datei hochladen | Mühlstraße (Kellergasse II)                              | KG: Wolfpassing an der Hochleithen Standort            | Die einseitige Kellergasse liegt in Hanglage im östlichen Hintaus. Auf 150 Metern Länge befinden sich 13 Gebäude, davon zwei Um- oder Neubauten. Mehrheitlich sind die Keller in Schildmauerform und erneuerungsbedürftig. Die älteste Datierung ist von 1896. |

| Foto:                    | Fotografie der Kellergasse (Gesamtheit). Klicken des Fotos erzeugt eine vergrößerte Ansicht. Daneben finden sich zwei Symbole: \| Weitere Bilder vorhanden \| Das Symbol bedeutet, dass weitere Fotos des Objekts verfügbar sind. Durch Klicken des Symbols werden sie angezeigt. \| \| Eigenes Foto hochladen \| Durch Klicken des Symbols können weitere Fotos des Objekts in das Medienarchiv Wikimedia Commons hochgeladen werden. \| |
| Name:                    | Bezeichnung der Kellergasse |
| Standort:                | Es ist die Katastralgemeinde (KG) angegeben. Durch Aufruf des Links Standort wird die Lage der Kellergasse in verschiedenen Kartenprojekten angezeigt. |
| Beschreibung             | Kurze Beschreibung der Kellergasse |
| Weitere Bilder vorhanden | Das Symbol bedeutet, dass weitere Fotos des Objekts verfügbar sind. Durch Klicken des Symbols werden sie angezeigt. |
| Eigenes Foto hochladen   | Durch Klicken des Symbols können weitere Fotos des Objekts in das Medienarchiv Wikimedia Commons hochgeladen werden. |